# Magadino
Magadino est une localité de Gambarogno et une ancienne commune suisse du canton du Tessin.

## Histoire

Photo aérienne par Walter Mittelholzer (1933).

Magadino est une ancienne commune suisse avant le 25 avril 2010. La localité a fusionné avec les communes de Caviano, de Contone, de Gerra, d'Indemini, de Piazzogna, de San Nazzaro, de Sant'Abbondio, et de Vira pour former la commune de Gambarogno. Cette fusion est effective depuis le 25 avril 2010. Son ancien numéro OFS est le 5116. La commune est reliée à Locarno par l'autoroute cantonale A13. 

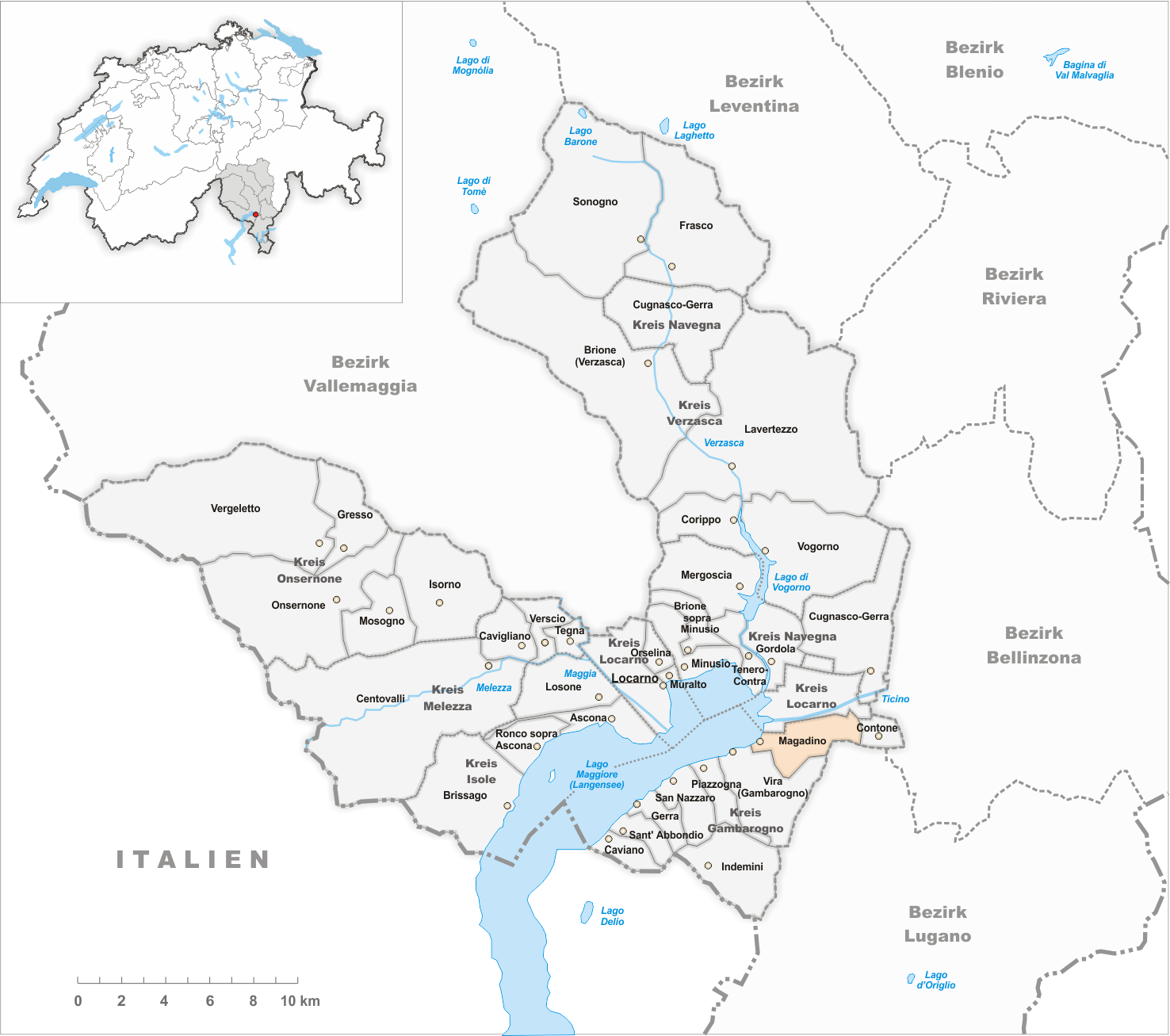
Carte de l'ancienne commune de Magadino.

## Personnalités liées à la localité
- Oscar Ruffoni (1846-1925), sculpteur, né à Magadino.